# Corriere Mercantile

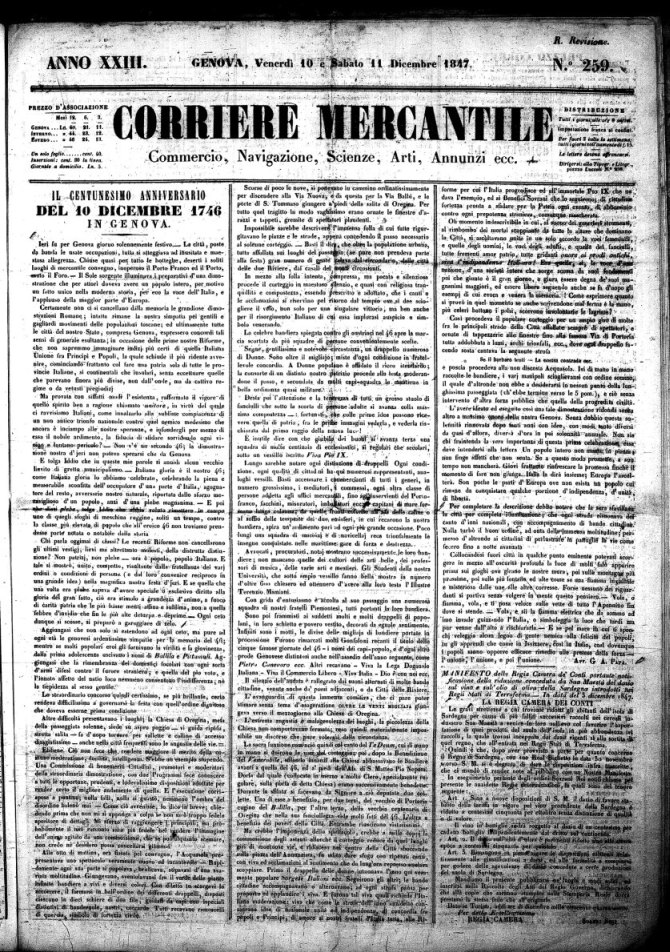
Il Corriere Mercantile del 10 e 11 dicembre 1847

Il Corriere Mercantile è stato un quotidiano locale con sede a Genova. Fondato nel 1824, fu una delle più longeve testate italiane. Ha chiuso nel 2015.

## Storia

### Fondazione
Nacque come bisettimanale di informazioni commerciali ed economiche in formato libro. La testata era: «Prezzo corrente generale del Porto Franco». Gerente responsabile e proprietario era il commerciante di generi coloniali (derrate come caffè, cacao, spezie, provenienti da paesi d'oltremare) Luigi Pellas. Il giornale veniva stampato nel suo stabilimento.
La periodicità passò poi a trisettimanale, e dal 2 gennaio 1844 alla cadenza quotidiana. Nel 1848 venne trasformato dall'economista Giovanni Antonio Papa, principale collaboratore di Pellas, in quotidiano politico e commerciale, ad indirizzo liberale moderato. Il Corriere adottò il formato lenzuolo. Il 20 aprile 1848 Pellas cedette la direzione a Papa.

### Il Novecento
Nel 1916, con l'Italia impegnata nella prima guerra mondiale, la Federazione degli Armatori liberi acquistò il giornale, dapprima in comproprietà con la famiglia Perrone (industriali proprietari dell'Ansaldo), poi dal 1919 come unica proprietaria. Dal 1916 al 1921 il direttore del giornale fu Giuseppe Baffico. Introdusse alcune novità nell'impaginazione e nella grafica.
Nel 1947 le uscite passarono da sei a sette con La Gazzetta del Lunedì e nel 1948 il Mercantile divenne un quotidiano del pomeriggio.
Nel 1953 il giornale fu rilevato dall'armatore Ernesto Fassio, già impegnato nell'editoria con la «Società Editrice Portoria». Fassio trasferì la sede in via De Amicis (in quello che divenne poi il palazzo dei giornali). Il Mercantile di Fassio (1953-1977) fu la fucina di numerosi talenti che poi approdarono a famose testate nazionali, tra questi Camillo Arcuri, che passò poi a L'Europeo,  il critico cinematografico Claudio G. Fava, che in Rai divenne capostruttura, Luciano Garibaldi che a Milano divenne una colonna di Gente, Franco De Salvo, Guido Coppini e Sandra Ramella, una delle prime donne giornalista professionista. Nel 1967 il quotidiano dichiarava una tiratura media di 37 000 copie.
Dopo il tracollo finanziario di Fassio, nel 1977 la testata passò sotto la gestione di una cooperativa costituita appositamente, la «Cooperativa Giornalisti e Poligrafici» (G&P). Dal 1979 La Gazzetta del Lunedì e il Mercantile furono dirette da Mimmo Angeli, che ricoprì anche il ruolo di presidente della cooperativa di gestione.
Nel 1987 il Corriere Mercantile aveva una tiratura media di 38 000 copie. Dal 1989 il quotidiano venne stampato a colori, in un moderno centro di stampa inaugurato nell'anno precedente.

### Il XXI secolo
A partire dal maggio 2000 uscì in  edicola in abbinamento con La Stampa nell'area di Genova e del Levante ligure. Contemporaneamente venne deciso il passaggio dall'uscita pomeridiana a quella del mattino (per uniformarsi al quotidiano torinese).
Dal settembre 1998 uscì, di mercoledì, l'inserto Il calcio dei giovani dedicato al settore giovanile del calcio; mentre dalla fine di ottobre venne affiancata alla copia cartacea l'edizione online, che utilizzò la tecnologia Virtualnewspaper per digitalizzare, e rendere sfogliabili con touch screen, il quotidiano ed i suoi inserti.
Nel febbraio 2015 La Stampa sciolse la sinergia che la legava al quotidiano genovese da 14 anni. Dal 1º marzo il Corriere Mercantile uscì con contenuti esclusivamente locali.

### La chiusura
A causa dei tagli all'editoria non profit da parte del governo, il Corriere Mercantile, già trovandosi in una situazione finanziaria precaria e deficitaria, fu costretto alla chiusura il 27 luglio 2015. Numerosi furono gli appelli locali per il salvataggio, invano.

## Direttori
- Luigi Pellas (1824 - 19 aprile 1848)
- Giovanni Antonio Papa (20 aprile 1848 - 1860)[12]
- Gaspare Buffa
- Giuseppe Baffico (1916 - aprile 1921)
- Giovanni Capasso-Torre ("Gubello Memmoli", dall'aprile 1921)
- Giacomo Rossi
- Davide Chiossone
- Giorgio Pini (1932-1936)
- Giacomo Guiglia (1937 - 18 luglio 1943)
- Luigi Dameri
- Alberto Parodi (1º gennaio 1944 - aprile 1945)
- Testata sospesa per deliberazione dell'«Allied Publication Board» anglo-americano
- V. Lucci (12 ottobre 1948 - )
- Oreste Mosca (1956-1959)
- Angelo Magliano (10 febbraio 1959 -  27 marzo 1962)
- Giulio Giacchero (almeno dal 1963 - 1967)
- Umberto Bassi (1967-1976)[13]
- Giuseppe Settineri (4 giugno - 7 dicembre 1976)
- Mimmo Angeli (1979 - 2015)

## Firme
Durante la sua storia plurisecolare, si annoverano molte collaborazioni importanti al quotidiano genovese.
Nell'Ottocento
Gerolamo Boccardo, Michele Erede, Gaspare Buffa, Cristoforo Negri.
Nel Novecento
Alcuni giornalisti poi diventati famosi hanno esordito al Mercantile: Enzo Tortora, Claudio G. Fava, Maurizio Costanzo, Giulio Anselmi, Paolo Garimberti.

## Diffusione
| Anno | Copie vendute |
| ---- | ------------- |
| 2008 | 9.872         |
| 2007 | 10.048        |
| 2006 | 9.746         |

Dati Ads - Accertamenti Diffusione Stampa